# Simos (Toreut)
Simos (altgriechisch Σῖμος Símos) war ein antiker griechischer Toreut (Metallbearbeiter), der wahrscheinlich im letzten Viertel des 6. Jahrhunderts v. Chr. tätig war.
Simos ist heute nur noch aufgrund einer Signatur auf einer bronzenen Wurfscheibe (ein Diskos) bekannt. Diese lautet Σῖμος μ᾿ἐποίϝεισε, Simos hat mich gemacht/hergestellt. Sowohl die Datierung in das späte 6. Jahrhundert v. Chr. als auch in die griechische Landschaft Boiotien basiert auf epigraphischen Kriterien, also der Analyse der Buchstabenformen und wurde von Theodore Selov-Kovedjajev vorgenommen. Somit ist anzunehmen, dass Simos aus Boiotien stammte. Da der Fundort der Scheibe nicht bekannt ist, fehlt dieser als Hilfe zur räumlichen und zeitlichen Einordnung.
Die Beschaffenheit des Diskos – die Oberfläche ist sehr rau gearbeitet, um Rutschen zu vermeiden – spricht für eine Nutzung im sportlichen Zusammenhang, die Signatur indes spricht eher für eine Nutzung als Votivgabe. Auch eine Reparaturstelle am im Bronzegussverfahren hergestellten Sportgerät spricht für eine aktive Nutzung. Es wurde deshalb vorgeschlagen, dass der Handwerker Simos zugleich Athlet gewesen sei. Die Scheibe ist heute Bestandteil der Sammlung George Ortiz.